# Paul Grüninger

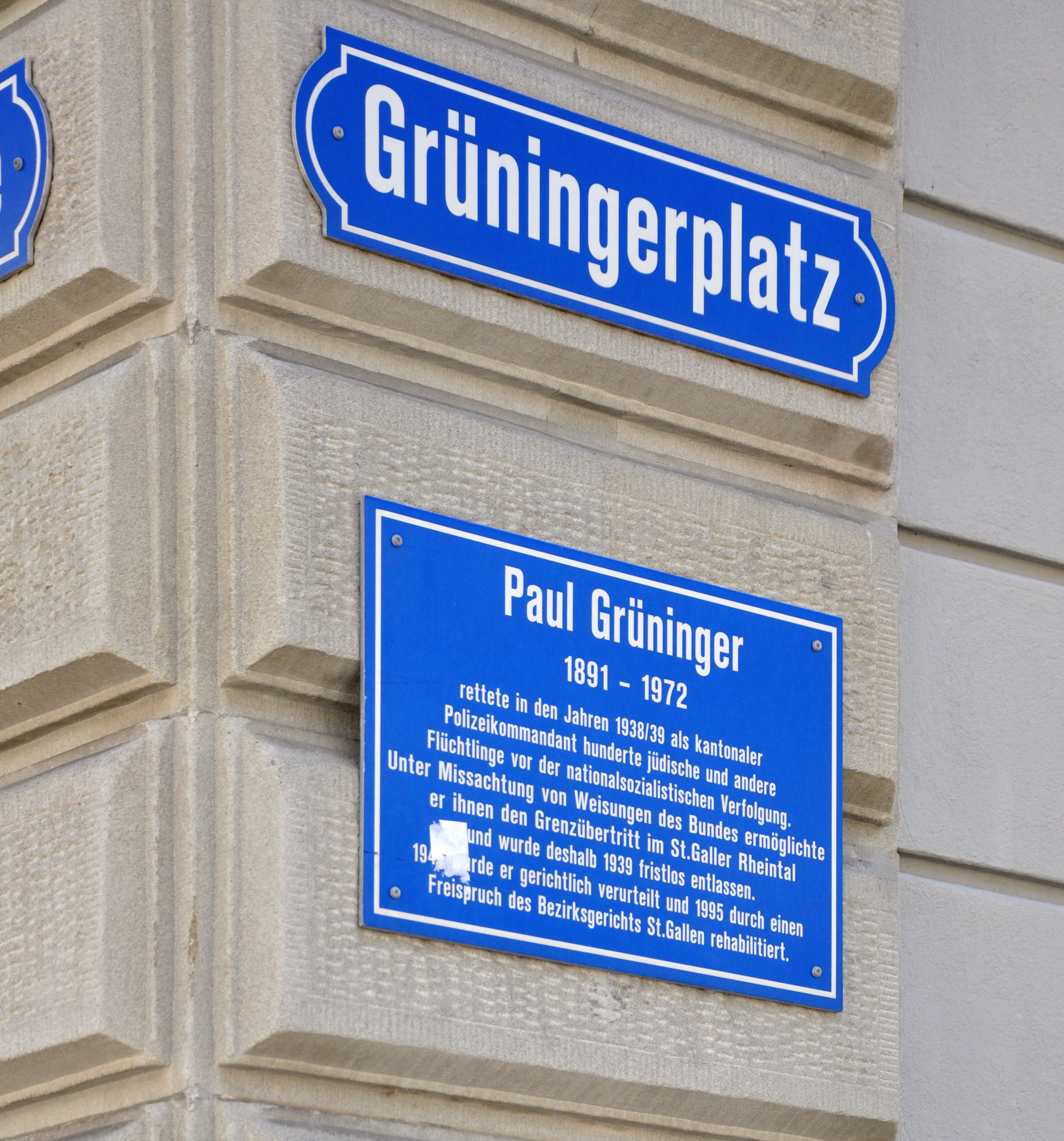
Cartello stradale e tavola esplicativa in piazza Grüninger a San Gallo, 2014

Paul Grüninger (San Gallo, 27 ottobre 1891 – San Gallo, 22 febbraio 1972) è stato un calciatore svizzero, di ruolo centrocampista; viene però soprattutto ricordato come capitano della polizia cantonale di San Gallo per aver in tale veste salvato centinaia di ebrei nel periodo 1938-1939 falsificando e manipolando documenti. Nel 1971 venne riconosciuto Giusto tra le nazioni.

## Biografia
Nasce nel 1891 come figlio di Oskar Grüninger, un tappezziere e poi titolare di un negozietto di tabacchi.

Frequenta la scuola per insegnanti di Rorschach tra il 1907 e il 1911. Nel 1911 diventa insegnante delle elementari a Räfis presso Buchs  e poi, nel 1913, delle superiori a Au (SG) dove insegna fino al 1919.

Già nel 1912 aveva conseguito il grado di tenente dell'approvviggionamento nell'esercito federale. Per motivi economici lascia l'insegnamento e nel 1919 entra in polizia con il grado di tenente.

Lo stesso anno, sposa Alice Federer (1897-1984, figlia del commerciante August Federer), che aveva conosciuto nel periodo in cui insegnava ad Au e dalla quale avrebbe avuto due figlie, Ruth e Sonja.
Nel 1925 raggiunge il grado di capitano e diventa il comandante della polizia cantonale di San Gallo.

Divenne presidente dell'associazione cinofila di polizia.

Nel periodo 1938-1939, falsificando documenti, permette a centinaia di ebrei di entrare in Svizzera contro gli ordini del governo federale. Per tale motivo nel 1939 viene sospeso dalla sue funzioni, radiato dalla polizia e condannato nel 1940 al pagamento di un'ammenda.

A seguito di tale evento, vive in condizioni precarie, praticando lavori saltuari (ma anche di insegnamento) fino alla morte, in condizioni di povertà. Sua figlia Ruth dovette abbandonare la scuola a Losanna e, in quanto figlia di un traditore, non trovò chi volesse darle un lavoro, fino a quando un imprenditore tessile ebreo del luogo la assunse.

Nel 1962 diventa membro onorario della Lega per i diritti dell'uomo.

Vari tentativi di riabilitazione, prima e dopo la sua morte, furono bocciati dal governo di San Gallo: nel 1968, 1969, 1970, 1984, 1989.
 Con la fondazione dell'associazione "Giustizia per Paul Grüninger" da parte di Paul Rechsteiner, Stefan Keller, Hans Fässler e altri, fu compiuto un nuovo tentativo nel 1991.
La riabilitazione avvenne infine nel 1995, 23 anni dopo la sua morte, quando lo stesso tribunale di San Gallo che lo aveva condannato decise di riaprire il caso pronunciandosi per l'assoluzione. Nel 1998 il governo cantonale offrì agli eredi l'ammontare degli stipendi che sarebbero spettati al capitano. La famiglia non accettò per sé tali somme, con i quali fu finanziata l'istituzione della Fondazione Paul Grüninger.

La tomba dei coniugi Grüninger si trova ad Au.

## UnGiusto tra le nazioni

### 1938-1939
Nel periodo tra l'Anschluss dell'Austria al Terzo Reich e l'inizio della seconda guerra mondiale, quando il governo federale svizzero chiuse le frontiere nei confronti soprattutto dei fuggiaschi ebrei provenienti dalla Germania e dall'Austria, Grüninger predatando gli ingressi dei fuggiaschi e falsificando altri documenti necessari per entrare in Svizzera, aggirò gli ordini federali permettendo così a centinaia di ebrei di entrare in Svizzera. Per tali violazioni nel marzo 1939 il governo sangallese avvia un'inchiesta amministrativa contro Grüninger e poco dopo un procedimento penale. Nell'aprile 1939 viene sospeso dalla carica con licenziamento immediato e gli venne revocato il diritto alla pensione. Nel 1940 venne condannato al pagamento di una multa di 300 franchi per violazione del segreto d'ufficio e falsificazione di documenti.
(Paul Grüninger (1954))

### Memoria, ricordo e riconoscimenti

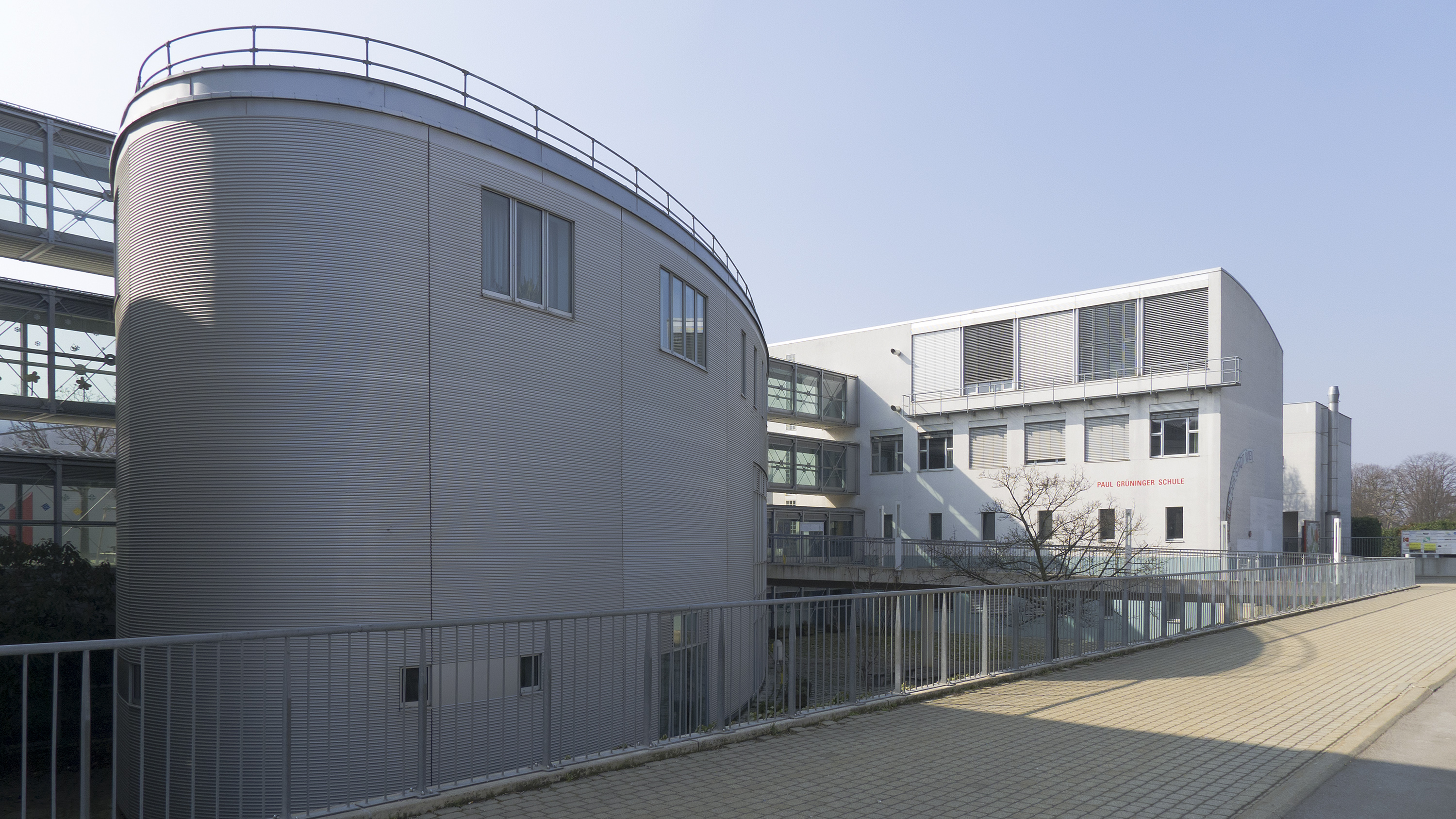
Scuola Paul Grüninger, Vienna

Pochi mesi prima della sua morte, il 20 aprile 1970, venne riconosciuto Giusto tra le nazioni.
Le città di San Gallo, Gerusalemme, Kirjat Ono, Zurigo (a Oerlikon) e Stoccarda hanno intitolato una strada o piazza a Paul Grüninger. Nel 1997 la nuova scuola in via Hanreiter a Vienna venne intitolata a lui. Nel 2002 gli è stato dedicato il piccolo ponte di confine sul Vecchio Reno 47.377814°N 9.670419°E (un affluente del lago di Costanza), tra Hohenems in Austria e Diepoldsau in Svizzera.
Nel 2006 gli è stato dedicato lo stadio di calcio Paul-Grüninger-Stadion. All'ingresso principale del comando di polizia cantonale di San Gallo nel 2014 è stata applicata una targa ricordo.
Nel 2013 venne girato il film svizzero-austriaco Akte Grüninger dove viene rappresentato dall'attore Stefan Kurt e diretto da Alain Gsponer
La RSI LA1, la principale televisione svizzera in lingua italiana, ha dedicato a Grüninger un ampio servizio televisivo di 21 minuti dal titolo Paul Grüninger. La storia di un resistente svizzero che riassume in breve la sua storia e critica le autorità svizzere per le peripezie e i tempi ingiustificati per la riabilitazione, «il riconoscimento e la gratitudine che [Grüninger] avrebbe meritato»..

## La breve carriera calcistica
Nella stagione 1914-1915 Grüninger, a suo tempo insegnante, vinse con il Sportclub Brühl Sankt Gallen il campionato nazionale di calcio, nel quale giocò come ala sinistra. Di quella società fu presidente dal 1924 al 1927 e dal 1937 al 1940, quando si dimise in seguito alla sua condanna.

## Filmografia
- Grüningers Fall (The Grüninger Case, L'Affaire Grüninger), 1997, diretto da Richard Dindo, 100 minuti, Svizzera
- Akte Grüninger, 2014, diretto da Alain Gsponer, 96 minuti , coproduzione: Svizzera - Austria